# Central Ohio Film Critics Association Award per l'attore dell'anno
Il Central Ohio Film Critics Association Award per l'attore dell'anno (Actor of the Year) è un premio assegnato annualmente nel corso dei Central Ohio Film Critics Association Awards.
La categoria non è da confondere con quella per il miglior attore (Best Actor) o per la migliore attrice (Best Actress). È assegnata infatti a partire dall'edizione del 2004, indistintamente dal sesso, all'attore che più si è distinto nella produzione cinematografica dell'anno.

## Vincitori e candidati
I vincitori sono indicati in grassetto.
- 2004
  - Cate Blanchett - The Aviator (The Aviator), Coffee and Cigarettes e Le avventure acquatiche di Steve Zissou (The Life Aquatic with Steve Zissou)
  - Jamie Foxx - Collateral (Collateral) e Ray (Ray)
- 2005
  - Heath Ledger - I segreti di Brokeback Mountain (Brokeback Mountain), Casanova (Casanova), Lords of Dogtown (Lords of Dogtown) e I fratelli Grimm e l'incantevole strega (The Brothers Grimm)
  - Terrence Howard - Crash - Contatto fisico (Crash), Four Brothers - Quattro fratelli (Four Brothers) e Hustle & Flow - Il colore della musica (Hustle & Flow)
- 2006
  - Clive Owen - I figli degli uomini (Children of Men) e Inside Man (Inside Man)
  - Leonardo DiCaprio - Blood Diamond - Diamanti di sangue (Blood Diamond) e The Departed - Il bene e il male (The Departed)
- 2007
  - Philip Seymour Hoffman - Onora il padre e la madre (Before the Devil Knows You're Dead), La guerra di Charlie Wilson (Charlie Wilson's War) e La famiglia Savage (The Savages)
  - Josh Brolin - American Gangster (American Gangster), Grindhouse - Planet Terror (Grindhouse), Nella valle di Elah (In the Valley of Elah) e Non è un paese per vecchi (No Country for Old Men)
- 2008
  - Robert Downey Jr. - Iron Man (Iron Man) e Tropic Thunder (Tropic Thunder)
  - James Franco - Milk (Milk) e Strafumati (Pineapple Express)